# Asiola atkinsi
Asiola atkinsi là một loài ruồi trong họ Asilidae. Asiola atkinsi được Daniels miêu tả năm 1977. Loài này phân bố ở miền Australasia.